# 20 Million Miles to Earth
20 Million Miles to Earth är en science fiction-film från 1957. Regisserad av Nathan H. Juran, producerad av Colombia Pictures, och med specialeffekter av Ray Harryhausen. I rollerna ses bland annat William Hopper, Joan Taylor, Thomas B. Henry, Frank Puglia med flera.

## Handling
Ett bemannat rymdskepp som sänts på expedition till planeten Venus kraschlandar utanför Sicilien. Bara en i besättningen överlever. Med från Venus har det dessutom kommit ett okänt, geleartat ägg. Ägget kläcks, och ut kommer en liten fjällig varelse som liknar en människa, men med lång svans. När ymiren* kläckts börjar den växa i rasande takt. Den går inte att stoppa med skjutvapen, och man försöker ta den levande. Men varelsen bryter sig lös, och nu måste den oskadligöras...
- Varelsen kallas ingenting i filmen, men "Ymir" är ett namn som sägs härstamma från forntida nordisk mytologi.